# 에디 디즌

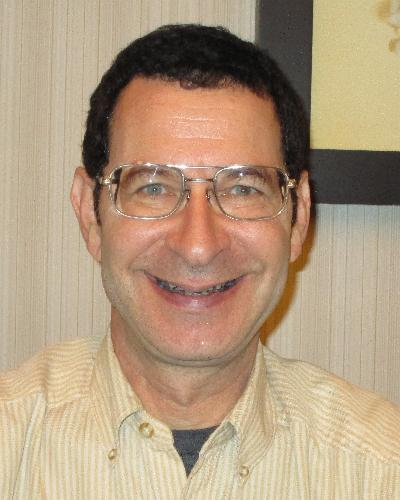

에디 디즌(Eddie Deezen, 1958년 3월 6일 ~ )은 미국의 성우, 배우이다.
컴벌랜드에서 태어났다.

## 출연 작품
- 스폰지밥3D (2015년) - 갈매기 목소리 역
- 티미의 못말리는 무비 : 티미가 커졌어요 (2011년)
- 킴 파서블: 소 더 드라마 (2005년)
- 폴라 익스프레스 (2004년) - 노-잇-올 목소리 역
- 덱스터의 실험실 : 시간여행 (1999년) - 맨다크 목소리 역
- 브레이브 리틀 토스터 투 더 레스큐 (1997년)
- 햄들의 침묵 (1994년)
- 에디의 환상 여행 (1992년)
- 틴에이지 엑소시스트 (1991년)
- 탐정 댄 터너 (1990년)
- 몹 보스 (1990년)
- 헐리웃 대로 2 (1989년)
- 크리터스 2 (1988년)
- 헐리웃 강시 (1988년)
- 맥주 맥주 대소동 (1987년)
- 백만달러 대소동 (1987년)
- 더 롱샷 (1986년)
- 팜 비치의 우피 보이스 (1986년)
- 팔로우 댓 버드 (1985년)
- 위험한 게임 (1983년)
- 바니의 소동 (1982년)
- 그리스 2 (1982년)
- 퀴즈 대소동 (1980년)
- 1941 (1979년)
- 레이저블래스트 (1978년)
- 당신 손을 잡고 싶어 (1978년)
- 그리스 (1978년)

### 텔레비전
- 내 이름은 펑키 (1984)